# Jolanda de Rover
Jolanda de Rover (Amstelveen, 10 de outubro de 1963) é uma nadadora neerlandesa, campeã olímpica em Los Angeles 1984.
Ganhou a medalha de ouro nos 200 metros costas e a de bronze nos 100 metros costas nos Jogos Olímpicos de 1984. No total, ela ganhou 12 títulos holandeses entre 1980 e 1987. De Rover se aposentou depois das Olimpíadas de 1988 na Coreia do Sul.
Em maio de 2009, ela ainda detinha o recorde holandês nos 200m costas com 2m12s38. Seu recorde nacional nos 100m costas só foi baixado por Femke Heemskerk em junho de 2008.